# André Teixeira
André Luiz Castro Teixeira (Rio de Janeiro, 24 de abril de 1974) é um nadador brasileiro, que participou de duas edições dos Jogos Olímpicos pelo Brasil.
Formou-se em educação física e, atualmente, é técnico no Minas Tênis Clube.

## Trajetória esportiva
André Teixeira começou a nadar no Grajaú Tênis Clube, por indicação médica, porque tinha asma e bronquite. Aos oito anos passou a treinar no Tijuca Tênis Clube; após, transferiu-se para o Fluminense e, depois, para o Flamengo, para treinar com Daltely Guimarães, mesmo técnico de Ricardo Prado. Após a morte do técnico, transferiu-se para os Estados Unidos.
Nas Olimpíadas de 1992 em Barcelona, terminou em 19º lugar nos 200 metros borboleta.
Participou do Campeonato Mundial de Natação em Piscina Curta de 1993 em Palma de Mallorca, onde terminou em sexto lugar nos 200 metros borboleta,, quebrando o recorde sul-americano, com o tempo de 1m57s06, e terminou em décimo lugar nos 100 metros borboleta. 
Participou da equipe de revezamento dos 4x100 metros livre no Campeonato Mundial de Esportes Aquáticos de 1994, realizado em setembro em Roma, na Itália, e conquistou a medalha de bronze junto com Gustavo Borges, Fernando Scherer e Teófilo Laborne. Na prova de 100 metros borboleta, terminou em 20º lugar.
Nos Jogos Pan-Americanos de 1995 em Mar del Plata, ganhou a medalha de prata no revezamento 4x100 metros medley, e uma medalha de bronze nos 200 metros borboleta. 
Nas Olimpíadas de 1996 em Atlanta, terminou em décimo lugar nos 4x200 metros livre, e 32º lugar nos 100 metros borboleta.
Uma antiga lesão no ombro, somada à falta de apoio, levou-o a encerrar a carreira aos 22 anos, após os Jogos Olímpicos de 1996.